# Internationaler Rotary-Musikwettbewerb
Der Internationale Rotary-Musikwettbewerb (International Russian Rotary Children Music Competition) in Moskau, Russland, ist ein seit 2002 jährlich stattfindender Musikwettbewerb für Kinder im Alter von 8 bis 12 Jahren. Er wird seit 2018 vom Rotary Club Moskau Vostok organisiert (bis 2017 von Rotary Club Moscow International) und war von 2005 bis 2015 Mitglied der Europäischen Union der Musikwettbewerbe für die Jugend (EMCY).

## Ablauf
Der Wettbewerb findet jedes Jahr im Moskauer Konservatorium, in der Staatlichen spezialisierten Kunstakademie, Moskau oder der Gnessin Musikschule in Moskau statt. Teilnahmeberechtigt sind alle jungen Musiker von 8 bis 12 Jahren an Geige, Violoncello, Harfe, Klavier, sowie Blasinstrumenten.
Zur Vorauswahl bestimmt eine Jury die Kandidaten mithilfe von Videos, die gemäß den Regeln des Musikwettbewerbs auf Youtube geladen wurden. Nachdem die Qualifikanten ausgewählt wurden folgt das Halbfinale in Moskau, in dem die Teilnehmer drei Stücke, hauptsächlich aus einer Vorauswahl, darbieten dürfen. Im darauf folgenden Finale muss ein Stück aus einer Vorauswahl ausgewählt werden, das zusammen mit einem Orchester gespielt wird.
Die Preisgelder belaufen sich auf insgesamt 10.000 US-Dollar. (Stand 2011)

## Teilnehmernationen
Die bisherigen Teilnehmer kamen aus Armenien, Aserbaidschan, Australien, Belgien, Bulgarien, China, Deutschland, England, Estland, Frankreich, Hongkong, Irland, Italien, Israel, Kasachstan, Südkorea, Nordkorea, Kuba, Lettland, Litauen, Mexiko, Moldawien, Montenegro, Norwegen, Österreich, Polen, Rumänien, Russland, Serbien, Singapur, Slowenien, Schweden, Spanien, Südafrika, Ukraine, Ungarn, Usbekistan, USA, Vietnam und Belarus.

## Jury
Mitglieder der Jury sind oder waren namhafte international bekannte Musiker wie Natalja Grigorjewna Gutman, Eduard Gratsch, Pawel Leonidowitsch Kogan, Alexander Nikolajewitsch Jakupow, Eckart Rohlfs, Wladimir Pawlowitsch Owtschinnikow, Juri Alexandrovitsch Rosum und Dmitri Baschkirow.

## Kuratorium
Das Kuratorium setzt sich aus folgenden prominenten Musikexperten, Politikern und Geschäftsleuten zusammen:
- Sergei Wiktorowitsch Lawrow, Außenminister der Russischen Föderation
- Viktor Akulian (✝ 2020), Partner KPMG in Russland
- Dmitri Baschkirow (✝ 2021), Nationalkünstler Russlands
- Juri Baschmet, Nationalkünstler der Sowjetunion, künstlerischer Leiter und Chefdirigent des Staatlichen Symphonieorchesters „Neues Russland“ und des Kammerorchesters „Moskauer Solisten“
- Tiberius Braun, Leiter der TUI Vertretung in Russland, Vorsitzender des Organisationskomitees des Musikwettbewerbs
- Eduard Gratsch, Nationalkünstler der Sowjetunion
- Ottokar Hahn (✝ 2020), Botschafter der Europäischen Kommission in Russland a. D.
- Mikhail Khokhlov, Direktor der Gnessin Musikschule, Verdienter Künstler Russlands
- Pawel Leonidowitsch Kogan, Chefdirigent des Staatlichen Moskauer Symphonieorchesters, Nationalkünstler Russlands
- Josef Marous, Gründer des Musikwettbewerbs, Vorsitzender des Kuratoriums, Vorsitzender der Geschäftsführung der TMK Europe GmbH (Düsseldorf), Präsident der Verwaltungsräte der TMK Reșița S.A. (Rumänien), TMK Artrom S.A (Rumänien), sowie stellvertretender Generaldirektor der OAO TMK (Russland) i. R.,Vorsitzender des Vorstandes der Marous Stiftung in Düsseldorf
- Daniel Pollack, Professor an der Thornton School of Music, University of Southern California, Visiting Professor der Juilliard School, Columbia University und der Yale School of Music; Jury-Mitglied verschiedener Musikwettbewerbe.
- Yoshinori Sasaki, Generaldirektor von Yamaha in Russland
- Wladimir Theodorowitsch Spiwakow, Nationalkünstler der Sowjetunion
- Alexander Nikolajewitsch Jakupow, langjähriger Direktor der zentralen Musikschule des Moskauer Konservatoriums, Rektor der Staatlichen spezialisierten Kunstakademie, Moskau a. D.

## Botschafter als Sponsoren des Rotary-Musikwettbewerbs
- Juan Carlos Sanchez Arnau, Botschafter von Argentinien in Russland
- Claude Blanchemaison, Botschafter von Frankreich in Russland
- Gianfranco Facco Bonetti, Botschafter von Italien in Russland
- Jean Cadet, Botschafter von Frankreich in Russland
- Jose Maria Robles Fraga, Botschafter von Spanien in Russland
- Erwin Hofer, Botschafter der Schweiz in Russland
- B.B. Jonsson, Botschafter von Island in Russland
- Miroslav Kostelka, Botschafter der Tschechischen Republik in Russland
- Carlo Krieger, Botschafter von Luxemburg in Russland
- Andre Mernier, Botschafter von Belgien in Russland
- Dimitrios Paraskevopoulos, Botschafter von Griechenland in Russland
- Ernst-Jörg von Studnitz, Botschafter der Bundesrepublik Deutschland in Russland
- Vittorio Claudio Surdo, Botschafter von Italien in Russland
- Richard Wright, Botschafter der Europäischen Kommission in Russland
- Dame Anne Fyfe Pringle, Botschafterin Ihrer Britischen Majestät in Russland
- Margot Klestil-Löffler, Botschafterin von Österreich in Russland

## Laureaten
- 2002: Roman Kim, Emma Alikova, Tatiana Shalaginova; Dmitri Shishkin, Dmitri Mayboroda
- 2004: Anna Denisova, Mikhail Mering, Anastasia Vorotnaya; Elena Ilyinskaya
- 2005: Narek Arutyunyan, Sergey Beliavsky, Dmitry Smirnov, Rimma Benyumova, Anastasia Kobekina, Timur Nardinov
- 2006: Anna Savkina, Ekaterina Rybina, Elena Prosolupova, Julia Vanyushina
- 2007: Alexandra Li, Vsevolod Brigida, Christina Toroschina, Anastasia Sokolova, Ekaterina Kornishina, Dmitry Umerenkov
- 2008: Martin Garcia Garcia, Ruslan Shainazarov, Dmitry Tyurin, Sarah Zajtmann, Arseni Bardovsky, Se Pel Tsoi
- 2009: Yeagy Park, Georgy Krizhenko, Naina Kobzareva, Viktor Maslov, Judith Stapf, Tamara Popova
- 2010: Pak Di Na, Taelia-Yaroslavna Aggejalfis, Jelin Lee, Anastasia Egorenkova, Mark Prikhodko, Arseni Mun
- 2011: Matvey Sherling, Roman Boldyrev, Andrei Zabavnikov, Rodion Synchyshin, Marja Tikhomirva, Daria Kalyuzhnaya
- 2012: Arina Pan, Marusya Matveeva, Inga Rodina, Patricia Bloma, Danila Vladyko
- 2013: Yi Ting Ong, Marianna Sherling, Maria Andreeva, Polina Tarasenko, Robert Neumann, Daniel Lozakovitj
- 2014: Joshua Noronha, Mikhail Usov, Sofia Yakovenko, Hasan Denisov-Ignatov, Anastasia Ivanova, Sergey Khvorostyanov, Olga Davnis
- 2015: Leia Zhu, Andrey Varlamov, Varvara Agaeva, Andrey Ryazantsev, Egor Oparin, Jennifer Panebianco del Monaco
- 2016: Park Boogyeom, Matvey Blumin, Sofia Mekhonoshina, Elena Krivorotova, Anastasia Ivchenko, Daniil Bessonov
- 2017: Alexander Daviduk, Stephania Pospekhina, Milena Piorunska, Dmitry Pinchuk, Alexander Rublev, Alisa Shishkova, Sophia Firsova
- 2019: Dmitriy Melkumov, Ivan Tschepkin, Sofia Koltakova, Polina Tscherkasova, Camilla Soboleva, Yelisey Kosolapov, Artiom Rytschagov, Tikhon Evlanov, Semion Salomatnikov
- 2021 Alexander Dolgov, Adriana Vasilski, Ellen Virabyan, Darya Myachina, Fedor Gromov, Maxim Tereshchenko

## Belege
1. ↑  EMCY Member competitions (Memento des Originals vom 27. Januar 2010 im Internet Archive)  Info: Der Archivlink wurde automatisch eingesetzt und noch nicht geprüft. Bitte prüfe Original- und Archivlink gemäß Anleitung und entferne dann diesen Hinweis. (englisch)
2. 1 2  Regelwerk auf der offiziellen Website (englisch)